# Sotaro Sada
Sotaro Sada (født 18. marts 1984) er en tidligere japansk fodboldspiller.
Han har spillet for flere forskellige klubber i sin karriere, herunder Sanfrecce Hiroshima og Thespa Kusatsu.